# Flamiche

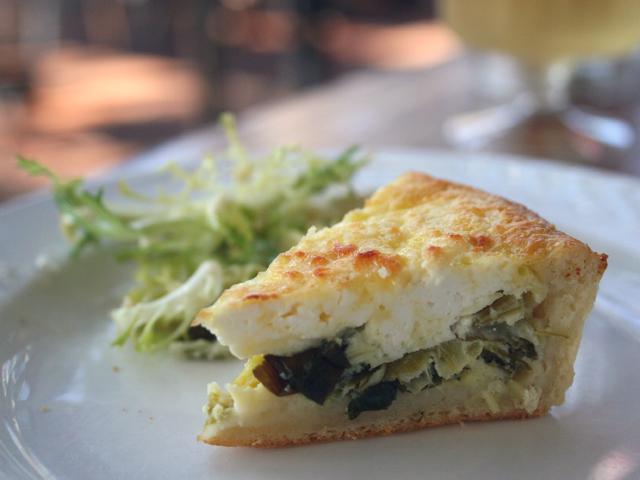
Tarta flamiche.

La flamiche es un tipo de tarta de la cocina francesa tradicional. Agrupa diferentes variedades:
- La flamiche de Dinant, hecha a base de queso graso (bola de Romedenne) y huevo. Se toma caliente acompañada por un vino de Borgoña. Es una especialidad de la ciudad de Copères y el objeto de interés de la Confrérie des Quarteniers de la flamiche, creada en 1956 con el objeto de «conocer las especialidades y encantos de la región de Dinant, así como las tradiciones culinarias regionales». Es posible degustar flamiche en la braderie de Dinant, que se celebra cada año a partir del primer fin de semana de septiembre, durante una semana.
- La flamiche picarda, que es una tarta de puerros servida con frecuencia en los restaurantes tradicionales de Norte-Paso de Calais y Picardía.